# Julie est amoureuse
Pour plus de détails, voir Fiche technique et Distribution.
Julie est amoureuse est un film français réalisé par Vincent Dietschy et sorti en 1998.

## Synopsis
Un comédien célèbre et son épouse partent en vacances dans leur château en Dordogne. À proximité, une troupe de théâtre amateur monte une représentation de Roméo et Juliette. Une rivalité s'installe entre le directeur de la troupe et le comédien.

## Fiche technique
- Réalisation : Vincent Dietschy
- Scénario : Vincent Dietschy
- Musique : Eric Page
- Directeur de la photo : Stéphane Krausz
- Montage : Tatjana Jankovic
- Durée: 126 minutes
- Date de sortie: 9 décembre 1998

## Distribution
- Marie Vialle : Julie
- Aladin Reibel : Bart
- Anne Le Ny : Emilie Monk
- François Chattot : Michael Monk
- Simone Guertner : Simone
- Julie Brunie : Christelle
- Gwenaëlle Clauwaert : Claire
- Michaela Stella Bagnoli : Laetitia
- Daniel Martínez : Daniel
- Yohann Costedoat : Yohann
- Olivier Brun : Pascal
- Xavier Guittet : Didier
- Stephane Auvray-Nauroy : Yvan
- Philippe Vieux : Joel
- Julien Haurant : Guillaume
- Catherine Le Hénan] : Yvan's wife
- Julien Cunillera : Clement